# رضوان دريسي
رضوان دريسي (مواليد 7 مارس 1959) هو مدافع كرة قدم جزائري سابق. لعب 5 مواسم لنادي بران النرويجي، حيث لعب نهائيين في كأس النرويج، لكنه خسر كليهما. توج دريشي ست مرات مع الجزائر.

## المسيرة الكروية

### النوادي
في عام 1984، وقع دريسي عقدًا قصير الأجل مع نادي بران النرويجي بعد زيارة برغن في إجازة. بعد اللعب مع بران في النصف الأول من موسم 1984، عاد دريسي إلى الجزائر.
عاد دريسي إلى برغن وبران في عام 1987، حيث استمر لمدة أربعة مواسم. كان قلب دفاع، ولعب عادة إلى جانب جان هالفور هالفورسن وبير إيغيل أهلسن. لعب دريسي نهائيات الكأس مع بران في عام 1987، حيث خسر أمام نادي برينه، وفي عام 1988 حيث خسر أمام نادي روسنبورغ. في المجموع، لعب دريشي 72 مباراة بالدوري وسجل ستة أهداف.

### دوليًا
لعب دريسي ست مباريات لمنتخب الجزائر خلال ربيع 1982. تأهلت الجزائر في 1982 لكأس العالم لأول مرة، وكان دريسي يأمل في الانضمام إلى هذه اللحظة التاريخية، لكن بسبب الإصابة لم يكن مؤهلاً لمنتخب الجزائر لكأس العالم.

### التدريب
في عامي 1995 و1996 كان دريشي مدربا للاعبي فريق الدرجة السادسة فالستراند هيلفيك إف كيه.

## الحياة الشخصية
وهو متزوج من امرأة من بيرغن، حيث يعيش منذ عودته في عام 1987. يعمل اليوم في مطار بيرغن، فليسلاند.

## روابط خارجية
- رضوان دريسي على موقع قاعدة بيانات كرة القدم.إي يو (الإنجليزية)